# Lambert Heptia
Lambert Joseph Heptia (Ville-en-Hesbaye, 18 mei 1798 - 21 oktober 1858) was een Belgisch volksvertegenwoordiger.

## Levensloop
Hij was een zoon van Jean Heptia en Anne Marchant. Hij bleef vrijgezel.
Hij promoveerde tot doctor in de rechten (1820) aan de Universiteit van Luik.
Hij werd advocaat aan de balie van Luik (1820-1843). In 1843 werd hij substituut-procureur in Hoei en van 1852 tot aan zijn dood was hij rechter in de rechtbank van eerste aanleg in Hoei.
Van 1840 tot 1848 was hij provincieraadslid voor de provincie Luik en van 1840 tot 1844 was hij bestendig afgevaardigde.
In 1835 werd hij liberaal volksvertegenwoordiger voor het arrondissement Hoei en vervulde dit mandaat tot in 1839.